# Стефани Куолек
Стефани Луис Куолек (на английски: Stephanie Louise Kwolek) е американска химичка от полски произход. Счита се за откривателят на кевлара.

## Биография
Родена е на 31 юли 1923 г. в Ню Кенсингтън, Пенсилвания, САЩ, в семейството на полските емигранти Джон Куолек (1892 – 1934) и Аниела „Нели“ Куолек (1898 – 1969). След смъртта на баща ѝ през 1934 г. майката ѝ започва работа в завод за производство на алуминий.
През 1946 г. Стефани завършва химия в Margaret Morrison Carnegie College към Университета „Карнеги Мелън“, след което има желание да продължи медицина, но за да събере средства за това, решава да постъпи в химическия концерн Дюпон близо до Уилмингтън, Делауър. Там тя започва да се занимава със синтезирането на влакна за производството на автомобилни гуми. През 1964 г. разработва новото изкуствено влакно кевлар (арамид). На практика след това тя не участва при практическото приложение на този продукт, както и в успешната търговска реализация, тъй като предава правата за откритието си на компанията Дюпон. За откриването на кевлара тя получава медала „Лавоазие“ Дюпон, като до началото на 2015 г. тя е единствената жена в компанията, носител на това отличие.
При експерименти с ароматни полиамиди през 1965 г. открива техните свойства като течни кристали.
Стефани умира след кратко боледуване на 18 юни 2014 г. в Уилмингтън, Делауеър, на 90-годишна възраст. Тя никога не се омъжвала.